# SUPER SHIRO
『SUPER SHIRO』（スーパーシロ）は、サイエンスSARU制作による日本のWebアニメ作品。2019年10月から2020年9月までABEMA、TELASAにて独占配信された。

## 概要
テレビ朝日の開局60周年を記念として製作された『クレヨンしんちゃん』外伝シリーズの最新作。本作では野原一家に飼われている犬・シロが世界を守るスーパーヒーローとなり、伝説の骨“ボボボボボーン”を巡って、世界征服を企む発明犬・デカプーとシロが壮大な追いかけっこを繰り広げる。
これまでもしんのすけ以外のキャラクターがメインとなる作品はあったものの、シロが主役として起用されるのは史上初の試みである。また、タイトル名の通りシロが主人公であり、しんのすけを初めとしたテレビシリーズのキャラクターはほとんど登場せず、本作のストーリーには一切関与していない。
2019年2月3日に情報解禁。その際、シロが主人公に起用されたことについて、野原しんのすけは「オラ、なんにもきいてないゾ～」と語っていた。その後、7月11日に予告編と配信日程が解禁され、さらに9月11日に主題歌とスーパーシロ体操が解禁された。

## 登場キャラクター
シロ
本作の主人公であり、野原家で飼われている犬。ある日バッジ型の変身アイテムを拾ったことを機に、突然スーパーヒーローに任命され、ボボボボボーンを悪党より先に見つけ出し、スーパーヒーロー宇宙本部に転送する任務を与えられる。
ヒーローとしての姿は胸にSの文字が描かれたバッジを付け、赤いマントを羽織っている。変身すると必殺技を放つことができるが、珍妙な技が揃っている。
本部との通信時に限り人語で会話している。
ヒーロー語り
ヒーローに変身したシロの心の声であり、本作のナレーションも兼ねる。
ビボー
スーパーヒーロー宇宙本部に所属するヒューマノイド型宇宙人OL。シロをサポートする。
デカプー
シロの主なライバルである発明犬。ピンクを基調とした体色に、×が描かれた黄色い帽子と同色のマントを身に着けている。一人称は「ワガハイ」。
ボボボボボーンを使って世界征服を目論んでおり、毎回シロと争奪戦を繰り広げる。
オーラ
気まぐれな性格のカラス。
キャンキャン
スマートな体型をしているメスの犬。
ボボボボボーンを狙っており、シロやデカプーを魅了し、彼らを翻弄する。

## 主題歌
「SUPER SHIRO」（ビクターエンタテインメント）
作詞 - 市川喜康 / 作曲・編曲 - 溝渕大智 / 歌 - みゆはん

## キャスト

### 主要キャラ
- シロ - 真柴摩利
- ヒーロー語り - 大塚明夫
- ビボー - ゆかな
- デカプー - 勝杏里、吉田奏佑（幼少期[3]）
- オーラ - 佐藤せつじ
- キャンキャン - 木戸衣吹[4]

### ゲストキャラ
- 悪者 - 石井隆之（第1話・第5話）
- アオサギ - 佐野尚美（第4話）
- ヤドカリ - 佐野尚美（第5話）
- しんのすけ[5] - 小林由美子（第6話・第12話） / なし（第22話・第42話・第45話）
- ドーベルマン - 石井隆之（第6話・第12話・第20話・第28話・第30話） / 山下創也、末次楓（第37話）
- 警備員[6] - 石井隆之（第7話・第24話）
- アリ - 佐野尚美（第7話・第9話） / 佐野尚美、美立石みこ、櫻井海亜（第39話）
- ノミーズ - 佐野尚美（第9話・第30話）
- アリクイ - 石井隆之（第9話）
- お姉さん[6] - 佐野尚美（第12話）
- 読み上げ機 - 篠原恵美（第17話）
- スピーカー - 木戸衣吹（第18話）
- みさえ[6] - なし[7]（第22話） / ならはしみき（第31話）
- ひろし[6] - なし[7]（第22話） / 森川智之（第40話）
- ひまわり - こおろぎさとみ（第22話）
- パペット - 佐野尚美（第22話）
- インフォロボ - 佐野尚美（第23話）
- デカプーの師匠 - 宮澤正（第24話）
- ハチ - 有馬莞奈、櫻井海亜、黒崎しおり（第25話）
- クマ - 石井隆之（第25話）
- 博士 - 中村精道（第26話）
- ケゾリンパ - 奥田耕大（第26話）
- アナウンス - 佐野尚美（第29話）
- ムシ歯センサー - 増元拓也（第29話）
- カミツキガメ - 田島章寛（第33話）
- リス - 佐野尚美（第35話）
- セレブ[6] - 北原美和（第36話）
- 門番 - 石井隆之（第37話）
- アマガエル - 石井隆之（第38話）
- 部長[6] - 石井隆之（第40話）
- ディオゲネス - 木村良平（第44話）

## スタッフ
「夜は短し歩けよ乙女」「きみと、波にのれたら」などの作品を送り出し、近年の劇場版で制作協力として参加しているサイエンスSARUがアニメーション制作を担当。本編を手掛けるシンエイ動画は製作委員会の立場で参加しているが一部話数の制作も担当している。
総監督にはシリーズ初期から設定デザインや作画を手掛け、国内外で高い評価を受けている湯浅政明を起用。湯浅が「クレヨンしんちゃん」シリーズの監督を務めるのは「SHIN-MEN」以来2度目である。
シリーズ構成にはテレビシリーズや劇場版、外伝シリーズでもシリーズ構成・脚本を務めるうえのきみこが脚本を執筆する。
また、第45話の劇中音楽・効果音はヒューマンビートボクサーのDaichiが担当した。
- 企画 - 梅澤道彦、赤津一彦、岸本隆宏
- 原作 - 臼井義人（らくだ社）
- 総監督 / 「SUPER SHIRO」原案 - 湯浅政明
- チーフディレクター / キャラクターデザイン - 霜山朋久
- シリーズ構成 - うえのきみこ
- 美術監督 - 石田晶子
- 色彩設計 - 村田恵里子
- 色彩設計補佐 - 萩原千颯(13話-36話)
- 色指定・検査 - 萩原千楓(1話-4話）、木幡美雪(5話-36話、40話-48話）、渡邊絵梨(37話-40話)
- 撮影監督 - 久野利和
- 音響制作 - オーディオ・プランニング・U
- 音響監督 - 大熊昭
- ミキサー - 田口信孝
- 音楽 - 多田彰文、東大路憲太
- 音楽制作 - イマジン、齋藤裕二、鈴木啓之
- メインタイトルロゴ - 村井香里（タイムマシン）
- 編集 - 齊藤朱里（1話-12話、48話）、三嶋編集室（13話-48話)
- 制作デスク - 橋本拓明（1話-4話、13話-15話、17話-24話、35話）、崎田康平（5話-9話）、渋谷いずみ（10話-12話）、丸山祐司（16話、20話-34話、36話）、神戸秀太（35話、37話-48話）
- プロデューサー - 沼田真明（1話-24話）、佐野敬信（25話-）、吉田有希、鶴崎りか、鈴木健介
- アニメーションプロデューサー - EunYoung Choi
- 企画・制作 - シンエイ動画、サイエンスSARU
- アニメーション制作 - サイエンスSARU
- 製作 - テレビ朝日、シンエイ動画、ADK、双葉社

## 各話リスト
| 話数   | サブタイトル                   | 脚本                  | 絵コンテ                     | 演出                  | 作画監督              | 放送日          |
| ------ | ------------------------------ | --------------------- | ---------------------------- | --------------------- | --------------------- | --------------- |
| 第1話  | シロはスーパーヒーロー         | うえのきみこ 湯浅政明 | 霜山朋久                     | 霜山朋久              | 川妻智美              | 2019年 10月14日 |
| 第2話  | おかしなおかし工場             | うえのきみこ          | 野口花梨                     | 野口花梨              | 野口花梨              | 10月21日        |
| 第3話  | 宝石はボボボボボーン           | うえのきみこ          | 木下絵李                     | 木下絵李              | 木下絵李              | 10月28日        |
| 第4話  | たまごを奪え!                  | うえのきみこ          | 本橋茉里 野口花梨 高畑匠子   | 高畑匠子              | Abel Gongora          | 11月4日         |
| 第5話  | 池の中は…                      | うえのきみこ          | カミムラタカト               | カミムラタカト        | カミムラタカト        | 11月11日        |
| 第6話  | しんのすけと夏休み体操         | うえのきみこ          | 川畑えるきん                 | 伊東政雄              | 一居一平              | 11月18日        |
| 第7話  | 楽しい博物館                   | うえのきみこ          | 神谷友美                     | 藤倉拓也              | MarBean Animation     | 11月25日        |
| 第8話  | 吊り橋ラプソディ               | うえのきみこ          | 平川哲生                     | 伊東政雄              | 佐藤道雄              | 12月2日         |
| 第9話  | 働きもののアリさん             | うえのきみこ          | 藤原良二                     | 山内東生雄            | Kim Hwansu            | 12月9日         |
| 第10話 | 寒いのは苦手                   | うえのきみこ          | 藤原良二                     | 山内東生雄            | Kim Hwansu            | 12月16日        |
| 第11話 | 風船を追え!                    | うえのきみこ          | 橋本拓明                     | 橋本拓明              | 松村 Rodrigo Makoto   | 12月23日        |
| 第12話 | スーパーなヒーロー誕生         | うえのきみこ          | 霜山朋久                     | 霜山朋久              | 川妻智美              | 12月30日        |
| 第13話 | ワイルドな缶詰                 | うえのきみこ          | 蓮谷トオル                   | 蓮谷トオル            | 石松                  | 2020年 1月6日   |
| 第14話 | 麗しのキャンキャン             | うえのきみこ          | 渡邊兼介                     | 木下絵李              | 木下絵李              | 1月13日         |
| 第15話 | ゆかいなボウリング             | うえのきみこ          | 山代風我                     | 山代風我              | 野口花梨              | 1月20日         |
| 第16話 | 傘は忘れがち                   | うえのきみこ          | 平川哲生                     | 鈴木大司              | 神戸佑太              | 1月27日         |
| 第17話 | きけんな工事現場               | うえのきみこ          | 平川哲生                     | 霜山朋久              | 野口花梨              | 2月3日          |
| 第18話 | ビン・ビン・ビン               | うえのきみこ          | 藤原良二                     | 霜山朋久              | 下地なるみ            | 2月10日         |
| 第19話 | 決闘はとうもろこし畑で         | うえのきみこ          | 江崎好絵                     | 伊東政雄              | 大西陽一              | 2月17日         |
| 第20話 | キャンキャンはブランコがお好き | うえのきみこ          | 前場健次                     | 安部祐二郎            | 大野勉                | 2月24日         |
| 第21話 | ワカサギ釣りで大騒動           | うえのきみこ          | 伊東政雄 霜山朋久            | 安部祐二郎            | 大野勉                | 3月2日          |
| 第22話 | お昼寝中はおしずかに           | うえのきみこ          | 小野向日葵                   | 小野向日葵            | 上杉遵史              | 3月9日          |
| 第23話 | ようこそ宇宙博物館へ           | うえのきみこ          | 竹下良平                     | 竹下良平              | 下地なるみ            | 3月16日         |
| 第24話 | デカプー、世界大統領をめざす   | うえのきみこ          | 霜山朋久                     | 霜山朋久              | 川妻智美              | 3月23日         |
| 第25話 | ミツバチの甘い生活             | うえのきみこ          | 蓮谷トオル                   | 鈴木大司              | 針金屋英郎            | 3月30日         |
| 第26話 | こわ～い博士の館               | うえのきみこ          | 野口花梨                     | 野口花梨              | 野口花梨              | 4月6日          |
| 第27話 | 動いちゃダメ!                  | うえのきみこ          | 木下絵李                     | 木下絵李              | 木下絵李              | 4月13日         |
| 第28話 | マッスル!マッスル!マッスル!    | うえのきみこ          | 蓮谷トオル                   | 一居一平              | 一居一平              | 4月20日         |
| 第29話 | 歯は大切に                     | うえのきみこ          | 竹下良平                     | 蓮谷トオル            | 下地なるみ            | 4月27日         |
| 第30話 | ドーベルマンのお気に入り       | うえのきみこ          | 三原三千夫                   | 松村 Rodrigo Makoto   | 松村 Rodrigo Makoto   | 5月4日          |
| 第31話 | 楽しいきのこ狩り               | うえのきみこ          | 三原三千夫                   | 鈴木大司              | 林静香                | 5月11日         |
| 第32話 | 自慢ののど自慢                 | うえのきみこ          | 三原三千夫                   | 三原三千夫            | 三原三千夫            | 5月18日         |
| 第33話 | 池の中のゴミ屋敷               | うえのきみこ          | 上村孝人                     | 上村孝人              | 下地なるみ            | 5月25日         |
| 第34話 | ヒーローの休日                 | うえのきみこ          | 加来哲郎                     | 加来哲郎              | 野口花梨              | 6月1日          |
| 第35話 | ジャングルで大冒険             | うえのきみこ          | 板村智幸                     | 上村孝人 霜山朋久     | 木下絵李              | 6月8日          |
| 第36話 | キャンキャンの日常             | うえのきみこ          | 霜山朋久                     | 霜山朋久              | 川妻智美              | 6月15日         |
| 第37話 | シロ、忍者になる               | うえのきみこ          | 久野遥子                     | 鈴木大司              | 林静香                | 6月22日         |
| 第38話 | バッジの秘密                   | うえのきみこ          | 三原三千夫                   | 三原三千夫            | 三原三千夫            | 6月29日         |
| 第39話 | アリさんの生活                 | うえのきみこ          | 三原三千夫                   | 鈴木大司              | 針金屋英郎            | 7月6日          |
| 第40話 | 日曜日のゴルフ                 | うえのきみこ          | 三原三千夫                   | 鈴木大司              | 尾鷲英俊              | 7月13日         |
| 第41話 | 眠れない夜                     | うえのきみこ          | 三條なみみ                   | 下地なるみ            | 下地なるみ            | 7月20日         |
| 第42話 | ヒーロー、風邪をひく           | うえのきみこ          | ひのたかふみ 霜山朋久        | ひのたかふみ 霜山朋久 | ひのたかふみ 吉原拓也 | 7月27日         |
| 第43話 | 走って、逃げて、追いかけろ     | うえのきみこ          | 野口花梨                     | 野口花梨              | 野口花梨              | 8月3日          |
| 第44話 | 不思議なボボボボボーン         | うえのきみこ          | オグロアキラ                 | オグロアキラ          | オグロアキラ          | 8月10日         |
| 第45話 | ポポポポポップコーン           | うえのきみこ          | 松村 Rodrigo Makoto 霜山朋久 | 松村 Rodrigo Makoto   | 木下絵李              | 8月17日         |
| 第46話 | 華麗なる洗濯物                 | うえのきみこ          | 藤倉拓也 霜山朋久            | 藤倉拓也              | 下地なるみ            | 8月24日         |
| 第47話 | 大きなスイカ                   | うえのきみこ          | 鈴木大司                     | 橋本能理子            | 岩井田夏帆            | 8月31日         |
| 第48話 | 真夜中のデパート               | うえのきみこ          | 霜山朋久                     | 霜山朋久              | 霜山朋久              | 9月7日          |

## 映像ソフト化
バンダイビジュアルよりDVD上巻が2021年4月27日、DVD下巻とBDが2021年9月28日に発売されたほか、それに先駆けて、過去にシロをメインとしたエピソードを収録した「クレヨンしんちゃん きっとベスト☆忠犬！ふわふわシロ」が2020年10月28日にバンダイビジュアルより発売された。

## 漫画
2020年4月6日（シロの日）に本作がコミカライズ化されることが発表された。同年6月5日発売の『月刊まんがタウン』（双葉社）8月号より2021年12月号まで連載。作画は相庭健太が担当している。
- 臼井儀人（原作）・湯浅政明（原案）・ SUPER SHIRO製作委員会（制作）・相庭健太（作画）『SUPER SHIRO』双葉社〈アクションコミックス〉、全2巻
  1. 2021年5月12日発売[12][13]、ISBN 978-4-575-96220-8
  2. 2022年3月10日発売[14]、ISBN 978-4-575-96221-5